# السياف (شخصية)
السياف هو شخصية خيالية في مارفل كومكس من ابتكار دون هيك وستان لي. ظهرت الشخصية لأول مرة في أغسطس 1965.